# Rätans kyrka
Rätans kyrka är en kyrkobyggnad i Rätan i Härnösands stift. Den var församlingskyrka för Rätans församling. Rätan omnämns som kapellförsamling första gången 1530. 

## Kyrkobyggnaden
Enligt sägnen låg det ursprungliga kapellet i Klaxåsen. Kyrkan byggdes 1796 av Pål Persson i Stugun. Den blev ombyggd 1853–1854 av Johan Nordell.  Vid 1700-talets mitt stod en kyrka klar vid stranden av Rätansjön, men den revs när den nya började byggas längre österut. Den nya kyrkan utvidgades i öster vid 1800-talets mitt. Den fick en latinsk korsform med ett kor som är tresidgt avslutat med tre fönster. Fasaderna fick ny panel. En ny huvudportal med kolonner och fronton byggdes. Tornet i väster fick spetsgavlar med fyrpassdekor samt en åttakantig lanternin. I korsarmarna finns läktare och under den norra finns sakristian. Väggarna är klädda med liggande, stänkmålad panel, som är indelad i fält genom pilastrar. I koret har valvet målats i himmelsblått med små lätta moln, vilket inramas av kolonner som bär upp en segmentbåge. Denna är krönt av symbolen för Kristus, ett lamm.

## Inventarier
Ett rökelsekar i brons från medeltiden har bevarats. Den nya predikstolen gjordes år 1853–1854 och är av empiretyp. Den är dekorerad med allegorier i relief. I den södra korsarmen har man placerat fragment av den gamla predikstolen, tillika den gamla altaruppsatsen, gamla altarringen samt ett bänköverstycke från 1600-talet. Vid 1800-talets mitt fick kyrkan ett nytt altare och ny altarring. På altaret finns en förgylld festong samt ett krucifix. 